# Сельское поселение «Село Кудиново»
Сельское поселение «Село Кудиново» — муниципальное образование в составе Малоярославецкого района Калужской области России.
Административный центр — село Кудиново.

## Часовой пояс
Село Кудиново как и Калужская область, находится в часовой зоне МСК (московское время). Смещение применяемого времени относительно UTC составляет +3:00

## История
Поселок Кудиново получил свое название от фамилии барина Кудинова, который купил эти земли и направил сюда своих управляющих: Бахтиярова, Немогуйского и Шишкина, которые образовали три слободы, получившие названия от их фамилий. ( в 2011 году при присвоении адресов в д. Кудиново присвоены исторические названия улиц: ул. Бахтиярова слобода и ул. Шишкина)
В Великую Отечественную войну на территории нынешнего поселения воевали Подольские курсанты.
Статус и границы сельского поселения «Село Кудиново» установлены Законом Калужской области № 7-ОЗ от 28 декабря 2004 года «Об установлении границ муниципальных образований, расположенных на территории административно-территориальных единиц „Бабынинский район“, „Боровский район“, „Дзержинский район“, „Жиздринский район“, „Жуковский район“, „Износковский район“, „Козельский район“, „Малоярославецкий район“, „Мосальский район“, „Ферзиковский район“, „Хвастовический район“, „Город Калуга“, „Город Обнинск“, и наделением их статусом городского поселения, сельского поселения, городского округа, муниципального района».

## Население
| 2010  | 2012  | 2013  | 2014  | 2015  | 2016  | 2017  |
| ----- | ----- | ----- | ----- | ----- | ----- | ----- |
| 3413  | ↘3333 | ↘3287 | ↘3231 | ↘3188 | ↘3123 | ↗3148 |
| 2018  | 2019  | 2020  | 2021  |       |       |       |
| ↘3104 | ↗3153 | ↘3124 | ↗3266 |       |       |       |

## Состав сельского поселения
| №  | Населённый пункт       | Тип населённого пункта       | Население |
| -- | ---------------------- | ---------------------------- | --------- |
| 1  | Астреево               | деревня                      | ↘5        |
| 2  | Афанасово              | деревня                      | ↘3        |
| 3  | Бураково               | деревня                      | ↘2        |
| 4  | Игнатьевское отделение | село                         | ↘21       |
| 5  | Капустино              | деревня                      | ↗19       |
| 6  | Константиново          | деревня                      | ↘20       |
| 7  | Кудиново               | деревня                      | ↗127      |
| 8  | Кудиново               | село, административный центр | ↘3040     |
| 9  | Лукьяново              | деревня                      | ↘12       |
| 10 | Тиняково               | деревня                      | ↘66       |
| 11 | Юрьевское              | село                         | ↗98       |